# Дворец Тадеуша Стрыенского
Дворец Тадеуша Стрыенского, также называемый как Саноцкая Коллегия, Дом под Станчиком, Вилла под Станчиком (пол. Pałac Tadeusza Stryjeńskiego, Collegium Sanockie, Dom Pod Stańczykiem, Willa Pod Stańczykiem) — историческое здание, архитектурный памятник, находящийся в Кракове на улице Батория, 12. Здание внесено в реестр охраняемых памятников Малопольского воеводства.
Здание было построено в 1883 году по проекту польского архитектора Тадеуша Стрыенского как собственный дом.
Название «Дом под Станчиком» (Вилла под Станчиком) дал зданию Тадеуш Стрыенский, который принадлежал к политической группе Станчики.
Дом состоит из главного здания и двух боковых левого и правого крыльев. Левое крыло имеет округлый купол с длинным шпилем. Это крыло украшает эркер на втором этаже с барельефом, символически изображающим члена группы Станчиков и датой «1886». В доме находятся виражи работы Станислава Выспянского. Во внутреннем дворике находилась художественный павильон с восьмиугольной башней, построенный в 1884 году. Этот павильон в 1892 году был соединён крытой галереей с основным зданием.
10 февраля 1968 года здание было внесено в реестр охраняемых памятников Малопольского воеводства (№ А-344).
В 1980—1987 годах здание было отремонтировано на средства городского совета города Санок и саноцкого завода резиновой промышленности «Stomil» и в благодарность за помощь в ремонте Сенат Ягеллонского университета присвоил зданию название «Саноцкая коллегия».
В настоящее время в здании находится Педагогический институт и кафедра иудаистики Ягеллонского университета.